# Sympycnus adustus
Sympycnus adustus är en tvåvingeart som beskrevs av Octave Parent 1932. Sympycnus adustus ingår i släktet Sympycnus och familjen styltflugor. Inga underarter finns listade i Catalogue of Life.